# Kanton Aubusson
Aubusson is een kanton van het Franse departement Creuse. Het kanton maakt deel uit van het arrondissement Aubusson.

## Gemeenten
Het kanton Aubusson omvatte tot 2014 de volgende 10 gemeenten:
- Alleyrat
- Aubusson (hoofdplaats)
- Blessac
- Néoux
- Saint-Alpinien
- Saint-Amand
- Saint-Avit-de-Tardes
- Saint-Maixant
- Saint-Marc-à-Frongier
- Saint-Pardoux-le-Neuf

Bij de herindeling van de kantons door het decreet van 17 februari 2014, met uitwerking op 22 maart 2015 zijn daar volgende 11 gemeenten aan toegevoegd, waaronder alle 9 gemeenten van het opgeheven kanton Bellegarde-en-Marche:
- Bellegarde-en-Marche
- Bosroger
- Champagnat
- La Chaussade
- Lupersat
- Mainsat
- Mautes
- Saint-Domet
- Saint-Silvain-Bellegarde
- Saint-Sulpice-les-Champs
- La Serre-Bussière-Vieille